# Timothy McVeigh

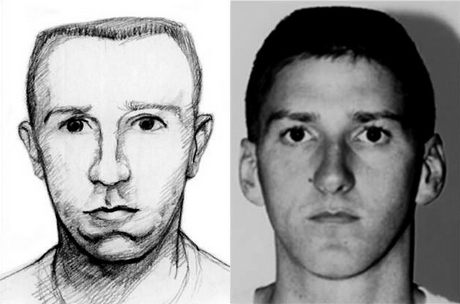
Timothy McVeigh (links Phantombild)

Timothy James McVeigh (* 23. April 1968 in Lockport, New York; † 11. Juni 2001 in Terre Haute, Indiana) war ein amerikanischer Rechtsterrorist und Massenmörder. Im Jahr 1995 verübte er zusammen mit Terry Nichols und Michael Fortier den Bombenanschlag auf das Murrah Federal Building in Oklahoma City, in dessen Folge 168 Menschen starben. 1997 wurde er für diese Tat zum Tode verurteilt und 2001 hingerichtet.

## Kindheit und Jugend
Timothy McVeigh wurde als zweites von drei Kindern einer irischstämmigen katholischen Familie geboren und wuchs in Pendleton im Bundesstaat New York auf. Sein Vater arbeitete in einer Fabrik von General Motors, während seine Mutter für eine Reiseagentur tätig war. 1984 trennten sich seine Eltern und er wurde fortan von seinem Vater großgezogen.
McVeigh interessierte sich von einem frühen Alter an für Schusswaffen. Mit 15 machte er den Jagdschein, wobei ihn die Jagd gar nicht interessierte, sondern nur die Waffen und das Schießen. Sein Großvater nahm ihn oft zum Schießen in den Wald mit.
Während seiner Schulzeit galt McVeigh als schüchtern, gehörte keiner Clique an, hatte keine Liebesbeziehung und wurde von Mitschülern gemobbt, weshalb er Zuflucht in einer Fantasiewelt suchte, in der er seine Angreifer überwältigte. Laut dem Psychiater John R. Smith, der nach dem Anschlag mehr als 20 Stunden lang mit ihm sprach, übertrug McVeigh diese Denkweise später auf die US-Regierung und sah sie als „ultimate bully“ an. Er galt auch als Computerspezialist und hackte sich unter dem Pseudonym The Wanderer in Systeme der Regierung ein.
Nach seinem High-School-Abschluss 1986 trat er der NRA bei und fing an, das Vereinsmagazin The American Hunter zu lesen. In diesem Magazin stieß er auf eine Anzeige, in welcher der 1978 unter dem Pseudonym Andrew Mc Donald veröffentlichte Roman The Turner Diaries des nationalsozialistischen Publizisten William Luther Pierce beworben wurde. Dessen Lektüre wurde für seine politischen Ansichten prägend. McVeigh besuchte kurzzeitig das Bryant & Stratton College, das er jedoch nach drei Monaten abbrach. Daraufhin arbeitete er bis 1987 bei Burger King und anschließend bei einem Sicherheitsdienst in Buffalo, New York. In dieser Zeit las er viel über Waffentechnologie, Waffenrecht und Überlebenstraining sowie die antisemitischen und rassistischen Turner-Tagebücher, die sein politisches Erweckungserlebnis wurden.

## Militärzeit
Im Mai 1988 trat McVeigh in die US-Armee ein. In der Grundausbildung in Fort Benning, Georgia lernte er seine späteren Komplizen Nichols und Fortier kennen. Nach der Grundausbildung wurde er nach Fort Riley, Kansas versetzt. Er wurde als Richtschütze auf einem Schützenpanzer ausgebildet und brachte es bis zum Zugführer. 1991 nahm er als Sergeant am Zweiten Golfkrieg teil. Für seine Verdienste im Krieg wurde er mit der Bronze Star Medal, der Achievement Medal, der Southwest Asia Service Medal und der Kuwait Liberation Medal ausgezeichnet. Nachdem seine Bewerbung für die Special Forces nicht erfolgreich gewesen und ihm dies im Zuge eines Stellenabbaus vorgeschlagen worden war, verließ er die Armee im Herbst 1991 wieder.

## Leben zwischen Militärzeit und Anschlag
Nach seiner Zeit in der Armee verdiente McVeigh seinen Lebensunterhalt bei einem Sicherheitsdienst in Pendleton. Dort musste er manchmal bis zu 80 Stunden in der Woche arbeiten und hatte keinerlei Aufstiegsmöglichkeiten. Sein Leben nach der Militärzeit frustrierte ihn stark. Smith vermutete später, dass er nach dem Golfkrieg an einer posttraumatischen Belastungsstörung gelitten haben könnte. In dieser Zeit nahm auch seine Abneigung gegen die Regierung zu. Er beschäftigte sich zunehmend mit regierungsfeindlicher und verschwörungstheoretischer Literatur, von deren Inhalt er auch seinem Umfeld erzählte. So glaubte er, dass die Regierung plane, den 2. Zusatzartikel zur US-Verfassung abzuschaffen und die Bürger zu entwaffnen, um einen Polizeistaat mit hohen Steuern errichten zu können. Durch die Ereignisse von Ruby Ridge, wo im Sommer 1992 in Idaho mehrere Personen, darunter ein 14-jähriger Junge und eine junge Mutter, bei einer von Fahndern der amerikanischen Bundesbehörden provozierten Schießerei mit Sympathisanten einer rassistischen Organisation ums Leben gekommen waren, sah er seine Befürchtungen bestätigt. Im Laufe dieser Zeit gab McVeigh seine Mitgliedschaft in der NRA auf, weil er die Einstellung der Organisation bezüglich des Waffenrechts als noch zu unfreiheitlich betrachtete.:111
Im Januar 1993 gab McVeigh die Arbeitsstelle beim Sicherheitsdienst auf und verließ seine Heimatgegend, um quer durch Amerika zu fahren und Freunde aus seiner Militärzeit zu besuchen. In dieser Zeit übernachtete er in Motels und Wohnwagensiedlungen und verdiente seinen Lebensunterhalt hauptsächlich durch den Verkauf von Waffen und regierungsfeindlichen T-Shirts, Kopfbedeckungen und Autoaufklebern. Während der 51-tägigen Belagerung des Anwesens der Davidianer-Sekte bei Waco, Texas durch das FBI reiste er zwischenzeitlich an den Ort des Geschehens, um die Vorgänge zu beobachten. Anschließend besuchte er seinen früheren Armeekameraden Fortier in Kingman, Arizona, der seine Ansichten gegen die Waco-Belagerung, Waffenkontrolle, die Vereinten Nationen und die „Neue Weltordnung“ teilte. In der darauffolgenden Zeit wohnte er bei Fortier und dessen Frau Lori, bis er Nichols auf dessen Farm in Decker, Michigan besuchte. Während der Zeit in Decker verfolgte er gemeinsam mit Nichols und dessen Bruder, wie die Belagerung von Waco am 19. April 1993 mit dem Sturm des Anwesens durch das FBI beendet wurde, bei dem 82 Menschen zu Tode kamen. Das Ereignis empörte alle drei sehr und verschärfte McVeighs radikal regierungsfeindliche Ansichten weiter.
McVeigh sympathisierte mit regierungsfeindlichen Milizen, gehörte aber keiner von ihnen an. In der folgenden Zeit beschlossen er und Nichols, einen Anschlag gegen die Regierung zu planen, und fragten Fortier, ob er ihnen dabei helfen wolle, wozu sich dieser bereit erklärte. Die drei begannen nun damit, den Anschlag systematisch zu planen und vorzubereiten.

## Bombenanschlag auf das Murrah Federal Building in Oklahoma City

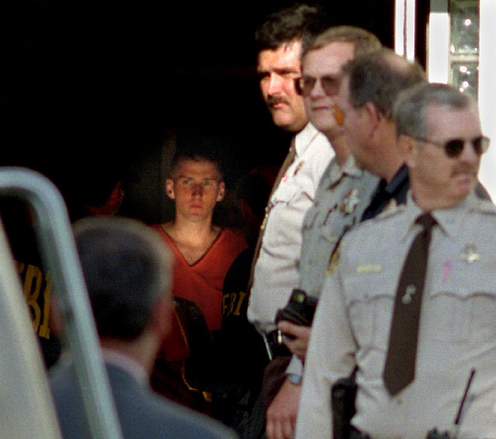
Timothy McVeigh beim Verlassen eines Gerichtsgebäudes in Perry (Oklahoma), zwei Tage nach dem Anschlag

Am 19. April 1995 verübte McVeigh den Anschlag von Oklahoma City, der 168 Menschen tötete und über 800 verletzte. Bis zu den Terroranschlägen vom 11. September 2001 galt es als das schwerste und folgenreichste Attentat in der Geschichte der USA. McVeigh hatte das Murrah Federal Building bewusst gewählt, weil sich dort Dienststellen der ihm verhassten Bundesbehörden ATF, DEA und USSS befanden. Das Datum war ebenfalls mit Bedacht gewählt: Der 19. April 1995 war der zweite Jahrestag der Erstürmung von Waco sowie der 220. Jahrestag der Gefechte von Lexington und Concord.
Zur Durchführung hatte McVeigh vor dem Gebäude einen gemieteten Lkw geparkt, der mit einem Sprengsatz aus ANNM beladen war, den er zusammen mit Nichols und Fortier aus 2,4 Tonnen Ammoniumnitrat (Mineraldünger) und mehreren hundert Litern Nitromethan (Dragster-Kraftstoffzusatz) hergestellt hatte. Der Sprengsatz detonierte um 9:02 Uhr Ortszeit. McVeigh wurde etwa eine Stunde später bei einer Verkehrskontrolle wegen eines fehlenden Nummernschildes und Besitzes einer in Oklahoma illegalen Waffe festgenommen. Als Täter des Bombenanschlags wurde er identifiziert, weil am Anschlagsort eine Fahrzeugachse gefunden wurde, die keinem der beschädigten Fahrzeuge zuzuordnen war. Das zugehörige Fahrzeug konnte dann über die eingeschlagene Fahrzeugnummer ermittelt werden. Es handelte sich um einen gelben Ford F-700 mit Baujahr 1993, der unter dem Namen Robert Kling bei der Autovermietung Ryder gemietet worden war. Ein großes Aufgebot des FBI konnte dann einen Motelbesitzer ausfindig machen, der sich daran erinnerte, dass jemand mit einem solchen Lkw unter dem Namen Timothy McVeigh abgestiegen war.
Zum Zeitpunkt seiner Festnahme trug McVeigh ein T-Shirt mit einem Bild von Abraham Lincoln und der Aufschrift Sic semper tyrannis (lateinisch für: „So [soll es] immer den Tyrannen [ergehen]“), den Worten, die John Wilkes Booth ausrief, nachdem er Lincoln erschossen hatte.

## Prozess und Hinrichtung
McVeigh begründete den Anschlag vor Gericht unter anderem als Racheakt für die Geschehnisse in Waco. Er zeigte keine Reue, behauptete jedoch, zum Tatzeitpunkt nicht gewusst zu haben, dass im Gebäude auch ein Kindergarten untergebracht war, und dass er ein anderes Ziel gewählt haben könnte, wenn ihm dies bekannt gewesen wäre. Die getöteten Kinder bezeichnete er als „Kollateralschaden“ und rechtfertigte dies damit, dass auch die US-Regierung bei militärischen Einsätzen den Tod von Kindern in Kauf nehme.
Zeitweilig kursierten in den USA Verschwörungstheorien, wonach der Ku-Klux-Klan, arabische Terroristen, die Irisch-Republikanische Armee, deutsche Neonazis und der in Oklahoma wohnende Sohn des ehemaligen Parlamentarischen Staatssekretärs Günter Straßmeir (CDU) zusammen an dem Attentat beteiligt gewesen seien. Obwohl es dafür keinerlei Beweise gab, wurde die These mit Straßmeir von McVeighs Verteidiger Stephen Jones unterstützt, weil er seinen Mandanten nur als Handlanger dastehen lassen und so seine Schuld mindern wollte.
Im Gefängnis bezeichnete sich McVeigh politisch als Libertärer. Bei der Präsidentschaftswahl in den Vereinigten Staaten 1996 stimmte er für Harry Browne, den Präsidentschaftskandidaten der Libertären Partei.:298 Er beschwerte sich über Behauptungen in den Medien, wonach er Rassist sei, weil er die Turner-Tagebücher gelesen hatte. Das Buch habe ihm wegen seiner regierungsfeindlichen Inhalte gefallen; den Rassismus des Buches lehne er dagegen ab. Religiös bezeichnete er sich als Agnostiker. Vor seiner Hinrichtung empfing er allerdings die Krankensalbung. Während seiner Haftzeit war er zeitweise im Bundesgefängnis ADX Florence im selben Zellenblock wie Ramzi Ahmed Yousef, einer der Drahtzieher des Bombenanschlags auf das World Trade Center 1993, untergebracht. Yousef unternahm dort regelmäßig erfolglose Versuche, McVeigh zu einem Übertritt zum Islam zu überreden.:360–361
McVeigh wurde am 13. Juni 1997 von einem Bundesgericht zum Tode verurteilt und am 11. Juni 2001 im Bundesgefängnis Terre Haute mittels Giftinjektion hingerichtet, nachdem sein letztes Gnadengesuch von US-Präsident George W. Bush abgewiesen worden war. Laut dem Journalisten Lou Michel habe er diesem vor seiner Hinrichtung gesagt, dass es auf die roheste Weise ausgedrückt 168 zu eins für ihn stehe und er sich selbst als Sieger fühle.
Als Henkersmahlzeit verspeiste McVeigh einen Liter Pfefferminzschokoladeneis. Er verzichtete auf das Recht, vor der Hinrichtung ein letztes Wort zu sprechen. Stattdessen hinterließ er einen handschriftlichen Brief, in dem er das Gedicht Invictus des englischen Dichters William Ernest Henley zitierte. Zu den von McVeigh bestimmten Zeugen der Hinrichtung zählte der Schriftsteller Gore Vidal, der wenige Monate später im Magazin Vanity Fair über seinen Briefwechsel mit McVeigh und dessen Exekution berichtete.
McVeighs Leiche wurde eingeäschert. Dies war die erste Hinrichtung durch Bundesbehörden, seit am 15. März 1963 Victor Feguer durch Hängen hingerichtet worden war.
Bis zu seiner Hinrichtung weigerte sich McVeigh, Mittäter zu nennen. Seine Anwälte Stephen Jones und Robert Nigh gingen bis zuletzt von der Annahme aus, McVeigh sei nur einer von vielen Tätern gewesen. Als Mittäter wurden später Nichols zu lebenslanger Haft und Fortier, der als Zeuge ausgesagt hatte, zu zwölf Jahren Haft verurteilt.